# Central Coast FC
El Central Coast Football Club es un equipo de fútbol de las Islas Salomón que juega en la S-League, la máxima categoría del país.

## Historia
El club ha jugado en la Liga de Honiara desde 2007 hasta 2019 cuando salió campeón bajo el nombre de CY Strikers Football Club y desde 2020 juega en la S-League que en su primera temporada en el 3.° puesto cerca de los puesto de la Liga de Campeones de la OFC bajo el nombre actual.
En la temporada 2021 se consagró campeón de la S-League por primera vez en su historia tras finalizar la última jornada contra Solomon Warriors. También se clasificó a la Liga de Campeones por primera vez en su historia.

## Palmarés
- S-League: 2

2024
- Liga de Honiara: 1

2019

## Participación en competiciones de la OFC
| Temporada | Torneo                      | Ronda             | Club             | Casa | Visita | Global         |
| --------- | --------------------------- | ----------------- | ---------------- | ---- | ------ | -------------- |
| 2022      | Liga de Campeones de la OFC | Ronda de play-off | Solomon Warriors | 2-2  | 1-1    | 3-3 (4:2 pen.) |
| 2022      | Liga de Campeones de la OFC | Fase de grupos    | ABM Galaxy       | 3-1  | –      | 3-1            |
| 2022      | Liga de Campeones de la OFC | Fase de grupos    | Lae City         | –    | 3-2    | 3-2            |
| 2022      | Liga de Campeones de la OFC | Fase de grupos    | Vénus            | 0-3  | –      | 0-3            |
| 2022      | Liga de Campeones de la OFC | Semifinales       | Auckland City    | –    | 0-2    | 0-2            |